# Robert Michael Geisler
Robert Michael Geisler (* vor 1979) ist ein US-amerikanischer Filmproduzent.

## Leben
Seit 1979 war er dem Filmproduzenten John Roberdeau geschäftlich verbunden. Gemeinsam produzierten sie drei Filme, die ersten beiden ausführend: Windhunde von Robert Altman aus dem Jahr 1983, Secret Friends von 1991 und zuletzt Der schmale Grat. Dieser erbrachte bei der Oscarverleihung 1999 ihm gemeinsam mit Grant Hill und John Roberdeau die Nominierung für den Oscar in der Kategorie Bester Film. Außerdem wurden die drei vom Australian Film Institute für den Besten ausländischen Film nominiert und sie erhielten den Golden Satellite Award, ebenfalls für den besten Film. Hinzu kamen zwei Nominierungen für den OFTA Film Award.
Die finale veröffentlichte Version von Der schmale Grat zog rechtliche Streitigkeiten zwischen Regisseur Terrence Malick und den Produzenten nach sich.